# 4939 Scovil
4939 Scovil este un asteroid din centura principală de asteroizi.

## Descriere
4939 Scovil este un asteroid din centura principală de asteroizi. A fost descoperit pe 27 august 1986 la Observatorul La Silla de Henri Debehogne. Asteroidul prezintă o orbită caracterizată de o semiaxă mare de 2,53 ua, o excentricitate de 0,15 și o înclinație de 5,4° în raport cu ecliptica.